# Super Escuadrón Ciber Monos Hiperfuerza ¡Ya!
Súper Escuadrón Ciber Monos Hiper Fuerza ¡Ya! (en inglés: Super Robot Monkey Team Hyper Force Go!), también conocida por sus iniciales, SECMHFY, es una serie animada influenciada en el anime creada por Ciro Nieli y emitida por Jetix en Estados Unidos.
Fue producida por Disney Television Animation, con una animación producida por The Answer Studios en Japón.
En Latinoamérica la serie se estrenó por Jetix el 16 de mayo de 2005.  El tema inicial de la serie lo realizó la banda japonesa Polysics.

## Argumento
Una serie futurista al estilo anime. Ambientada en el planeta ficticio de Shuggazoom, la serie sigue las aventuras de cinco monos cyborg y un niño humano llamado Chiro mientras trabajan para proteger su planeta (y el resto del universo) de las fuerzas del mal.

## Personajes

### Héroes
- Ichiro Takagi: conocido como Chiro, es el elegido del poder primate y la fuerza cósmica, tiene 13 años[1] (14 a partir de la segunda temporada), y va a 6.º grado medio, hasta el episodio "Un hombre llamado Kinkle" tiene cabello corto color negro, ojos azules y es el 1.º al mando del escuadrón, tiene poderes sorprendentes y en el episodio "Fortaleza Escondida", Antauri le revela que es el elegido. Sus poderes son: Lanza de Chiro, Patada de rayo, Puño de trueno, Grito de mente mono y también gracias al poder primate se puede transformar en un mono verde gigante. Su serie de televisión favorita es "Los Jinetes del Sol". En el Ciber Robot pilota el Torso Tanque 1. Su mayor miedo es volver a ser un niño pequeño sin su poder primate.

- Antauri: Antauri es el mono negro con ojos dorados de la 1° temporada a la 2° temporada y el poderoso mono plateado con ojos azules de la 3° temporada en adelante y es el 2.º al mando del escuadrón. Sus palabras siempre son sabias y sus poderes son misteriosos. Sus ataques son: Garra Destructora, Grito de mente mono y Ataque de garra fantasma. En el final de la 2.º temporada, Antauri muere, pero resucita en un nuevo cuerpo plateado completamente mecánico, convirtiéndose así en el "Mono de Plata". Junto con revivir en el cuerpo de Mono de plata, Antauri obtuvo la capacidad de presentir el peligro y la fase de "Modo Fantasma", con el cual es capaz de atravesar objetos sólidos. Su mayor miedo es perder el control de su nuevo cuerpo mecánico. En el Ciber Robot comanda el Piloto Cerebro 2, es decir, la cabeza del robot. Antauri representa la figura paternal de Chiro.

- SPRX-77: Más conocido también como Sprx, es el mono rojo con ojos negros, es el piloto del escuadrón y el mejor en el universo, razón por la cual su mayor miedo es perder la visión. Es el comediante del escuadrón. Tiene un ego muy grande, tiende a ser sarcástico, arrogante y algo pesimista, pero es muy valiente y le es muy leal a sus amigos. Desea ser el líder del equipo, pero en el fondo un buen miembro. Está enamorado de Nova y usualmente siempre le está coqueteando. No se relaciona muy bien con Gibson debido a sus usuales competencias. Sus poderes son: Bola magnética en acción, Escudo magnético, Giro rueda y Ráfaga de magno-rayos. Pilotea el Puño Cohete 3 del Robot. Sprx detesta que lo llamen "Sparky".

- Mr. Hal Gibson: Gibson es el mono azul con ojos negros y el científico del escuadrón. Su nombre más largo es Señor Hal Gibson, pero él prefiere que le llamen Gibson únicamente. Es muy inteligente y siempre piensa en como utilizar el ambiente que los rodea para obtener ventajas para el escuadrón durante una lucha. Su relación con Sprx es mala, usualmente se pelean por cualquier cosa y Sprx le pone sobrenombres como Cerebrito, o Cabeza de simio. Gibson siente una gran repulsión hacia los insectos. A diferencia de los demás ciber monos, el oído receptor de Gibson es mucho más grande y posee una mejor capacidad receptora (Otto lo reemplazó sin el consentimiento de Gibson), y aunque este oído sea mejor a Gibson le tomó tiempo acostumbrarse a este (la masa extra del oído le producía a Gibson que perdiera el equilibrio, por lo que siempre se caía). Gibson es el ciber mono incomprendido del escuadrón, pues nadie se parece a él (por ser el genio del equipo, sus gustos son bastantes diferentes en comparación al resto de su equipo), lo cual le disgusta a Gibson a veces y que no puede soportar que alguien sea más inteligente que él. Sus ataques son: Golpe girador (su nombre original era Dardos de amplificación de energía bioestática, el nombre de "Golpe girador" fue recomendado por Otto porque el otro era demasiado largo), Taladros en acción. Su mayor miedo es dejar de ser inteligente. Está a cargo del Puño Cohete 4 del Ciber Robot.

- Otto: Otto es el mono verde con ojos negros, es el mecánico del escuadrón, es bastante obsesivo en su trabajo y un poco callado, aunque a veces podría decirse que no es muy listo, pero muy preocupado por el Ciber Robot. A Otto le encanta nombrar a los monstruos que el equipo enfrenta. Otto sueña con ser parte de un circo, y este sueño se cumplió en el episodio Circo Maligno y en el episodio Varados en Gaturia Otto se encariñó con un gatito de la tribu Gaturiana. Con sus manos puede hacer filosos cortes. Sus poderes son: Rayo rayo lanza rayo, Serruchos de energía, Sierras destructoras y Carro vertical rasurador. Para alcanzar a enemigos que se encuentran lejos, Otto puede lanzar sus sierras con sus manos, o también puede lanzar sus sierras con unas cadenas. Su mayor miedo son unas almejas con patas, sin embargo al final del episodio logró vencer su fobia luego de que la cocinó. Comanda la Pierna Demoledora 5 del Ciber Robot.

- Nova: Nova es la mona amarilla con ojos rosados, fue nombrada la 3.ª al mando por Antauri en el episodio Tierras Salvajes - Segunda Parte después de los sucesos en Las Tierras Salvajes y es la única chica en el escuadrón. Es valiente ante cualquier oponente. Le encanta entrar en acción, con sus poderosos puños puede romper cualquier cosa que se cruce en su camino y es una de las mejores guerreras del universo, pero a la misma vez muy cariñosa y gentil con sus amigos. Nova detesta el frío, por algo que paso hace mucho tiempo, cuando Mandarín aún era parte del Escuadrón monos, le enseñaba a manejar los elementos, se congelaba haciendo que su temperatura subiera mucho, llegando a destruir las paredes de las sala de entrenamiento y casi al Ciber Robot y desde entonces Nova trata de controlarse para no herir a los que ama. Está enamorada de Sprx, pero ambos están en una relación de amor-odio. Sus poderes son: Bum bum despierta, Furia de fuego, Puños gigantes y Anillo agudo. Pilotea la Pierna Demoledora 6. Nova casi siempre actúa como la figura maternal de Chiro.

- Jinmay: Es un robot, amiga de Chiro y de los ciber monos. En un principio fue controlada por Sakko, un mono malvado aliado del Rey Esqueleto, para destruir el Super Robot sin embargo gracias a sus buenos sentimientos logra librarse. En La Fortaleza Escondida es encontrada por el Escuadrón Hiperfuerza fuerza en muy mal estado debido a la pelea con Mandarín pero es restaurada y ayuda a destruir la Ciudadela de Hueso. Al inicio de la 3° temporada ella queda a cargo del cuidado de ciudad Shuggazoom ya que el escuadrón decide ir a buscar al rey esqueleto y al Gusano Oscuro por el espacio exterior para vencerlo. A pesar de ser una máquina posee un gran cariño hacia Chiro a tal punto de ser su novia y posterior integrante del Escuadrón Hiperfuerza.

### Aliados
- Los Jinetes del Sol: Son un grupo de Superhéroes compuestos por tres integrantes: Súper Quasar (el líder), Aurora Six (la bella) y Johnny Sunspot (el niño genio). De la serie de estos héroes, Chiro es el fan número 1. Ellos intentan detener los actos malvados de otros, pero ellos eran unos muy malos villanos, ya que el Rey Esqueleto les daba energía vital, pero si ellos destruían a Chiro y a los Ciber Monos, pero fueron derrotados por el Escuadrón monos. Ellos vuelven en la 2° temporada en el episodio El Regreso De los Jinetes Del Sol, diciendo haber cambiado, pero el Escuadrón Monos no sabían si se podían confiar en ellos en especial Chiro, pero al demostrar haber cambiado se convirtieron en aliados del Escuadrón monos. Ellos fueron vistos en el final del episodio El Alma del Mal para ayudar al Escuadrón Monos en la batalla final contra el Rey Esqueleto.

- Cosita: Una criatura proveniente de un planeta desconocido y fue encontrado por los el Escuadrón monos en Guardián 7 (la luna). Él estaba infectado con un virus hecho por el Rey Esqueleto. También puede transformarse en una criatura gigante, cuando tiene miedo, pero no es malvado por naturaleza. Su saliva era la cura contra el virus del Rey Esqueleto, por lo que al lamer al Escuadrón monos (excepto a Gibson) los hizo inmunes al virus. Su pelo se usa como receta para hacer hamburguesas.

- Planetoide Q: Un planetoide con vida, al cual el Rey Esqueleto ordenó que destruyera Shuggazoom. Al final, Chiro lo convence de que no lo haga y que no obedezca las órdenes del Rey Esqueleto.

- Mobius Quinto: Mobius es (después de Sparks) el mejor piloto en el universo. Su nave La última oportunidad fue destruida por una pieza de la Ciudadela de hueso, él al tratar de salvar su nave y su tripulación arrancó un pedazo. El Escuadrón monos lo encontró cuando estaban tratando de destruir la pieza de la Ciudadela y lo único en lo que pensaba era en destruir la pieza de la Ciudadela, pero el Escuadrón monos se dio cuenta de que la Ciudadela se estaba regenerando y la tripulación de Quinto estaba dentro. Quinto trato de destruir la Ciudadela con generador de neutrones del Ciber Robot, pero Chiro lo hizo entrar en razón. Él fue visto en el final del episodio El Alma del Mal para ayudar al Escuadrón Monos en la batalla final contra el Rey Esqueleto.

- Nikita: Nikita es una chica-gata alienígena que vive en un planeta llamado Gaturia, ella tiene un hermano llamado Nikido, su planeta estaba dominado por unos insectos que tenían gran tamaño y velocidad llamados Mantidones por culpa del Gusano del Rey Esqueleto, pero su tribu se rehusaba a pelear, estos insectos hicieron que el Escuadrón monos cayeran en Gaturia y en un principio la tribu de los Gaturianos no quería la ayuda del Escuadrón monos, por lo que el Escuadrón monos preferían reparar al Súper Robot y seguir con su misión de destruir al Gusano del Rey Esqueleto, pero al ver todo lo que les hacían los Mantidones empezaron a enseñarles técnicas de combate entre otras cosas y después de haber derrotado a los Mantidones el Escuadrón monos siguió con su misión de destruir al Gusano del Rey Esqueleto. Ella fue vista en el final del episodio El Alma del Mal para ayudar al Escuadrón Monos en su batalla final contra el Rey Esqueleto.

- Maestro Afe: Afe es uno de los más grandes entrenadores de artes marciales en el universo, él ha entrenado a los mejores guerreros en el universo, incluso a Nova. El Gusano del Rey Esqueleto contaminó su planeta y convirtió a sus habitantes en "zombis sin mente", incluyéndolo a él (por lo que no se sabe como era antes de que el Rey Esqueleto lo corrompía). Él le enseñó a Chiro técnicas de artes marciales para así ganar el torneo de lucha, pero se descubrió que alguien obligaba a los competidores a luchar y era él mismo, él luchó contra el Escuadrón monos y Chiro lo derrotó y Afe entró en razón, Chiro les dijo a todos que abandonaran el planeta, ya que los hacía pelear. Él fue visto en el final del episodio El Alma del Mal para ayudar al Escuadrón Monos en su batalla final contra el Rey Esqueleto.

- Slingshot: También conocido como el Promidius cinco, el quinto y más reciente en una línea de robots de la cual el Ciber Robot es el primero. El muestra habilidades de combate, Slingshot puede crear bolas de energía de sus manos y convertirse así mismo en catapulta. Dos días después de que Slingshot fue activado, uno de sus creadores el Dr. Maezono, intentó trasladar su mente diabólica al cuerpo de Slingshot para así convertirse en una máquina inmortal. Su compañero y supuestamente "amigo" el Dr. Takauchi trató de evitarlo, pero el cerebro del Dr. Maezono provocó una sobrecarga destruyendo el laboratorio y al Dr. Takauchi. Desde entonces Slingshot libra una batalla con él con el Dr. Maezono para que el sacrificio de Takauchi no sea en vano. El Ciber Robot detectó la señal de Slingshot vino a Tubinitacara para activar la función de mentes para así saber de donde viene, su origen y que paso allí y Slingshot saber todo sobre él y la Hiperfuerza. El Dr. Maezono engaño a la Hiperfuerza haciéndose pasar por el Dr. Takauchi para que hicieran el trabajo sucio por él, pero después de la función de mentes Slingshot le contó a la Hiperfuerza la verdadera historia. Él y el Ciber Robot lucharon juntos para derrotar al ejército de robots del Dr. Maezono, mientras la Hiperfuerza luchaba contra el Dr. Maezono, después de haber derrotado al ejército de robots, Slingshot y el Ciber Robot pidieron respuestas de porqué hizo todas esas cosas, pero el Dr. Maezono huyó, Slingshot trató de destruirlo, pero el Ciber Robot lo evitó. Después de eso Chiro le pidió que viniera con ellos y así ayudar a destruir el Gusano del Rey Esqueleto, pero Slingshot dijo que su misión era buscar y encontrar al Dr. Maezono, antes de irse Chiro le dijo que él y el Ciber Robot hacen un buen equipo, Slingshot dijo que el Ciber Robot tenía un mensaje para Chiro, Chiro pregunto que cual era, Slingshot le dijo que el Ciber Robot dijo que él ya es parte de un gran equipo.

### Villanos
- Rey Esqueleto: Representa la más grande fuerza de Mal en todo el universo. Es frío y cruel, y con un macabro sentido del humor. Su misión es controlar Shuggazoom y así llevar al universo hacia la maldad pura. En el episodio "En las garras del mal", se descubre que éste alguna vez fue el Alquimista, un personaje que combinaba la ciencia y la magia. Durante su época siendo el Alquimista, fue él mismo quién creó al Escuadrón Ciber Monos. Pero, debido a un accidente causado por Mandarín, se transformó en El Rey Esqueleto. Al final de la 2.ª temporada, en el episodio Yo, Chiro, cuando el Rey Esqueleto se fusiona con el Oscuro Gusano —que viajaba por el universo contaminando destruyendo planetas— el escuadrón Hiper Fuerza tuvo que destruirlo para así traer paz a Shuggazoom y al universo, dejando a Jean May protegiendo la ciudad. Finalmente, cuando fue vencido, es revivido por Valina en el episodio "El alma del mal", en el que su aspecto cambia radicalmente. Su cráneo cambia de una calavera blanca con enormes colmillos, a una de cristal morado más similar a una calavera humana común; su cuerpo, de ser color morado, negro y marrón, se convierte blanco por las manos, pies y algunas marcas en forma de costillas en el pecho y el resto de su cuerpo completamente negro, además de un casco parecido al de Darth Vader y un cetro color negro similar al anterior.

- Lord Scrapperton: También Conocido Como Duke Scrapperton, Magnífico Señor Del Imperio Mecánico. Una vez este fue humano, un gran señor humano donde por una enfermedad en su pierna izquierda el mortal debe acudir a su capacidad de su inteligencia y estudios donde se sustituyó todo su cuerpo con partes mecánicas (Las maravillas de la Tecnología a vapor como él se explicó), Lord Scrapperton es un Humano-Robot que procede de la realeza, donde actúa como un humano normal, amable y muy educado pero en realidad trabaja con el Rey Esqueleto. Él colecciona todo tipo de chatarra inútil e útil, pero sus grandes hábitos de coleccionista y de señor con título nobiliario le hacen perder el camino de su mente haciendo que su cordura disminuya. Atrajo a los monos a su imperio mecanizado capturando a SPRX - 77 y luego les robó a todos sus manos mecanizadas armadas y los encerró, donde al final el súper escuadrón se libra de su poder ya que el Lord las robó para utilizarlas como armas de ataque y los grandes imanes de Sparks para atacar la ciudad de Shuggazoom para convertirla en su colección. En el capítulo "El Nuevo Mundo Mono" crea monos robots controlados por chips de control para que engañaran al súper escuadrón haciendo que perdieran el estado del tiempo creyendo que Shuggazoom había cambiado su población solo monos robots donde gracias al escuadrón los monos robots recobran su sentido de autoridad y traicionan a Lord Scrapperton haciendo que este tuviera que huir de la ciudad y adelantara su plan de asediar Shuggazoom, en donde el escuadrón lo sigue hasta las afueras de la ciudad, y se da cuenta del plan tan complejo que utilizó para engañarlos, pero luego ven el gran ejército del Almirante Duke Scrapperton los robots de ataque al ver al Almirante disparan contra Shuggazoom haciendo que el escuadrón al tenga que defender, donde el Duke contaba con una gran cantidad de robots de ataque y el gran acorazado de batalla volador insignia del Duke Scrapperton, donde al final solo esta a un paso de derrotarlos para siempre cuando vuelven Gibson y Otto con todos los monos robots en su gran nave parecida a una estatua de piedra donde comienzan a destruir todo el ejército del Duke Scrapperton donde al final se le destruye su acorazado Insignia haciéndole derrotar porque la batalla se estaba desarrollando en el largo puente a Shuggazoom haciendo que el Duke Scrapperton perdiera su barco volador en el agua explotando este y el Duke pidiendo ayuda donde al final los monos robots lo capturan como para que ya no provoque más problemas llevándolo al Nuevo Mundo Mono. Volvió en el episodio "de Países de los sueños" (Caminando ante Otto, Gibson y Sparks antes entrar en el monstruo del elevador que entonces desapareció), como ser observó a la mayor parte de los villanos más importantes de la serie. (Este Fue Expresado Eric Idl en la Amenaza Magnética, pero en El Nuevo Mundo Mono por Jeff Bennett.)

- Mandarín: Mandarín era el sexto integrante, fue el primero de los Ciber Monos en ser creado, era el líder del Escuadrón monos, era el mono anaranjado con ojos negros(eso explicaría porque el color que representa a Chiro es anaranjado) y lejos el más sabio, fuerte y listo del escuadrón monos, pero fue expulsado del equipo porque estaba sobre su deber de guardián y quiso gobernar Shuggazoom. Los ciber monos lo enviaron a una cárcel espacial fuera del mundo, en donde estuvo dormido durante 7 siglos, pero fue despertado accidentalmente por Chiro en el episodio El Secreto Del Sexto Mono, pero al ser derrotado se unió al Rey Esqueleto, en el episodio Fortaleza Escondida el regreso y se había transformado en un musculoso robot llamado el Destructor supremo y luego al fracasar con el trabajo de clones de Chiro el Rey Esqueleto lo reemplazó con un clon más poderoso y no se sabe que paso con el verdadero Mandarín... Sus armas son par de guantes uno se convierte en una espada láser y el otro un escudo láser. En el episodio Yo, Chiro el clon fue derrotado por Chiro y a hacerlo, Chiro le corto el brazo y lo lanzó al Oscuro Gusano, él cual se lo comió. En la 3° temporada se creía que él había muerto, pero en el episodio El Vientre de la Bestia, cuando el Escuadrón Monos fue tragado por el Gusano del Rey Esqueleto, Chiro estaba buscando al Escuadrón Monos, cuando fue atacado por el clon de Mandarín, pero tenía la apariencia de un zombi y había remplazado el brazo que Chiro le había cortado con unas tenazas de cangrejo. Mandarín estaba a punto de arrojar a Chiro a un líquido disolvente, cuando Nova (gigante) interfirió. Mandarín utilizó lo que quedaba del Androide del Rey Esqueleto para tomar la calavera del Rey Esqueleto. En el episodio Fantasmas de Shuggazoom Mandarín es vuelto a ver cuando recogió el medallón en donde estaba atrapada Valina. En el episodio Noche de Terror Mandarín utiliza el medallón para hacer lo mayores miedos de la Hiperfuerza realidad, pero Chiro uso el medallón contra Mandarín, haciéndolo prisionero de Valina, Valina lo torturó para decirle en donde estaba la calavera del Rey Esqueleto, Mandarín se lo dijo y al descubrir que El círculo esquelético lo tenía fueron por ella, el Escuadrón Monos trato de impedir que escaparan pero fallaron. Después de eso Mandarín y Valina comenzaron a trabajar juntos para resucitar al Rey Esqueleto. En el episodio El Alma del Mal su tenaza fue rota por Gibson, después de que el Rey Esqueleto fuera resucitado y Valina destruida, Mandarín volvió a trabajar junto al Rey Esqueleto.

- Valina: Valina es una hechicera y la más fiel y malvada seguidora del Rey Esqueleto. Su único afán es revivir al Rey Esqueleto, para que este pueda cometer su malvado fin que siempre es frustrado por el Escuadrón monos. Ella antes fue ciudadana de Shuggazoom hasta que el Rey Esqueleto la considerara digna de ser la soberana del Mundo subterráneo, las Tierras salvajes, las cuales se encuentran en las afueras de la ciudad (en la zona de "Los Años Perdidos"). Ella posee un medallón con el cual puede realizar la mayoría de sus conjuros, en el que una vez fue capturada por Chiro y Mandarín la usó para tratar de destruir al escuadrón. Ella alguna vez perteneció al "círculo esquelético" (un pequeño grupo de shuggazoomeses que adoran al Rey Esqueleto y está oculto en la arcadia de la ciudad) pero luego se retiró pues creía que no trataban al Rey Esqueleto como lo merecía. En el último capítulo de la cuarta temporada es destruida por el mismo rey Esqueleto.

- Monstruo TV/El Androide del Esqueleto: Un robot negro con una pantalla, sirviente del Rey Esqueleto. Él no habla, pero el Rey Esqueleto sí, a través de su pantalla. Es un gran guerrero y sólo obedece las órdenes de su amo. Fue destruido por el Escuadrón Monos, pero el Rey Esqueleto usó su poder para crear con él al Androide del Rey Esqueleto, una versión de él más robótica que la anterior, que incluso podía hablar. Al final, volvió a ser destruido por el Escuadrón Monos, pero en la 4° temporada es operado por Mandarín.

## Reparto
| Inglés: - Greg Cipes: Ichiro "Chiro" Takagi - Kevin Michael Richardson: Antauri - Corey Feldman: Sparks - Tom Kenny: Mr. Hal Gibson - Clancy Brown: Otto - Kari Wahlgren: Nova - Mark Hamill: Rey Esqueleto - James Hong: Mandarin | Español - Latinoamérica: - Temporadas 1 y 2 (2004-2005): - René Pinochet: Ichiro "Chiro" Takagi - Giannina Talloni † : Jinmay - Javier Rodríguez: Antauri - Jorge Lillo: Sparks - Pablo Ausensi: Mr. Hal Gibson - Patricio Gutiérrez: Otto - Jessica Toledo: Nova - Sergio Scheimed: Rey Esqueleto - Alejandro Trejo: Mandarín - Créditos Técnicos: - Estudio de Doblaje: DINT Doblajes Internacionales, Santiago de Chile - Director de Diálogo: Giannina Quiroz - Traductor Adaptador: Valentina Montoya - Director Creativo: Raúl Aldana - Doblaje al español producido por: Disney Character Voices International, Inc. - Temporadas 3 y 4 (2005-2006): - Emiliano Dionisi: Ichiro "Chiro" Takagi - Hernán Bravo: Mr. Hal Gibson - René Sagastume: Antauri - Valeria Gómez: Nova - Gustavo Dardes: Otto - Adrián Woczuck: Sparks - Gustavo Barrientos: Rey Esqueleto - Créditos Técnicos: - Estudio de Doblaje: Media Pro Com, Buenos Aires, Argentina - Director de Diálogo: Tian Brass - Traductor Adaptador: Sandra Brizuela - Director Creativo: Raúl Aldana - Doblaje al español producido por: Disney Character Voices International, Inc. |

## Episodios
Artículo Principal: Episodios de Súper Escuadrón Ciber Monos Hiperfuerza ¡Ya!
| Temporada | Episodios | Fechas (EUA)             | Fechas (EUA)            |   |
| Temporada | Episodios | Inicio de temporada      | Fin de temporada        |   |
| --------- | --------- | ------------------------ | ----------------------- | - |
| 1         | 13        | 18 de septiembre de 2004 | 18 de diciembre de 2004 |   |
| 2         | 13        | 6 de febrero de 2005     | 15 de mayo de 2005      |   |
| 3         | 13        | 24 de octubre de 2005    | 20 de febrero de 2006   |   |
| 4         | 13        | 9 de septiembre de 2006  | 16 de diciembre de 2006 | - |

## Emisión internacional
- Latinoamérica: Jetix y  Disney XD
- Argentina: VCC
- Brasil: TVA
- Paraguay: Mi Cable
- Perú: Red TV y luego La Tele
- Uruguay: Montecable
- Venezuela: VCC
- Estados Unidos:Toon Disney en el bloque Jetix
- Canadá: YTV, Teletoon
- España: Jetix